# Joker Game
Joker Game (ジョーカー・ゲーム Jōkā Gēmu) é uma série de light novels japonesa escritas por Koji Yanagi. Teve adaptações para um filme live-action e anime. A adaptação para anime, produzida pela Production I.G, iniciou sua exibição no dia 5 de abril de 2016.

## Personagens
Miyoshi (三好, Miyoshi)
Voz de Hiro Shimono , Fábio Lucindo 
Kaminaga (神永, Kaminaga)
Voz de Ryohei Kimura , Silas Borges 
Odagiri (小田切, Odagiri)
Voz de Yoshimasa Hosoya , Glauco Marques 
Amari (甘利, Amari)
Voz de Toshiyuki Morikawa , Thiago Zambrano 
Hatano (波多野, Hatano)
Voz de Yuki Kaji , Yuri Chesman 
Jitsui (実井, Jitsui)
Voz de Jun Fukuyama , Gabriel Martins 
Tazaki (田崎, Tazaki)
Voz de Takahiro Sakurai , Gabriel Noya 
Fukumoto (福本, Fukumoto)
Voz de Kazuya Nakai , Wellington Lima 
Jirou Gamou (蒲生 次郎, Gamou Jirou)
Voz de Kenjirou Tsuda , Marcelo Pissardini 
Sakuma (佐久間, Sakuma)
Voz de Tomokazu Seki , Rodrigo Andreatto 
Yuuki (結城, Yuuki)
Voz de Kenyuu Horiuchi , Luiz Antônio Lobue 

## Mídia

### Light Novel
Kōji Yanagi publicou a primeira novel, Joker Game, em 2008. Ele deu prosseguimento com Double Joker em 2009 e Paradise Lost em 2012. A série é publicada pela Kadokawa Shoten.

### Filme
Um filme live-action de ação e suspense foi lançado em 31 de janeiro de 2015, baseado na light novel e dirigido por Yu Irie. O filme arrecadou 271 milhões de ienes em sua semana de estreia no Japão.

### Mangá
Uma adaptação para mangá do anime, ilustrada por Subaru Nitō, foi anunciada na edição de fevereiro de 2016 da revista Comic Garden da Mag Garden.  O mangá teve sua serialização na edição de março de 2016 da Comic Garden, no dia 5 de fevereiro, que conteve os dois primeiros capítulos do mangá.

### Anime
Um anime baseado na série foi anunciado na edição de setembro da revista Monthly Newtype. A série está sendo produzida pela Production I.G, dirigido por Kazuya Nomura e escrito por Taku Kishimoto. Shirow Miwa é o responsável pelo design de personagens, e Kenji Kawai pela composição de sua trilha sonora. O anime iniciou sua exibição em 5 de abril de 2016, na AT-X, Tokyo MX, MBS, TV Aichi, e BS11. Dois volumes em Blu-ray contendo OVAs, nomeados Kuroneko Yoru no Bōken, estão para serem lançados no dia 27 de julho de 2016 e 28 de setembro de 2016, respectivamente. QUADTRIANGLE compôs a abertura do anime, chamada "Reason Triangle", e MAGIC OF LiFE compôs o encerramento do anime, chamado "Double". O anime estreou na Rede Brasil no dia 20 de abril de 2019.

## References
1. 1 2 3  "Kōji Yanagi's Joker Game Novels Get TV Anime Adaptation".
2. 1 2  «Joker Game Spy Anime Premieres on April 5». Anime News Network. 6 de março de 2016. Consultado em 6 de março de 2016
3. ↑  «Joker Game». Kadokawa (em japonês). Consultado em 7 de agosto de 2015
4. ↑  «Joker Game Spy Anime Gets Manga Adaptation in February». Anime News Network. 4 de janeiro de 2016. Consultado em 4 de janeiro de 2016
5. ↑  «Joker Game Anime Reveals Key Visual, Additional Staff, April Premiere». Anime News Network. 10 de dezembro de 2015. Consultado em 10 de dezembro de 2015
6. ↑  «BD&DVD TVアニメ『ジョーカー・ゲーム』公式サイト» (em japonês). Consultado em 6 de abril de 2016
7. ↑  «Joker Game Anime Blu-rays to Include Original Animation». Anime News Network. 5 de abril de 2016. Consultado em 5 de abril de 2016